# First Air
Bradley Air Services Limited, що діє як First Air — регіональна авіакомпанія Канади зі штаб-квартирою в місті Каната, провінція Онтаріо, яка виконує регулярні комерційні рейси в 24 аеропорту Онтаріо, Нунавик, Північно-Західних Територій і працює на ринках вантажних і чартерних авіаперевезень країни. Базовим аеропортом компанії є Міжнародний аеропорт Макдональд-Картьє в Оттаві, як вузлові аеропорти використовуються Аеропорт Йеллоунайф і Аеропорт Ікалуїт .

## Історія

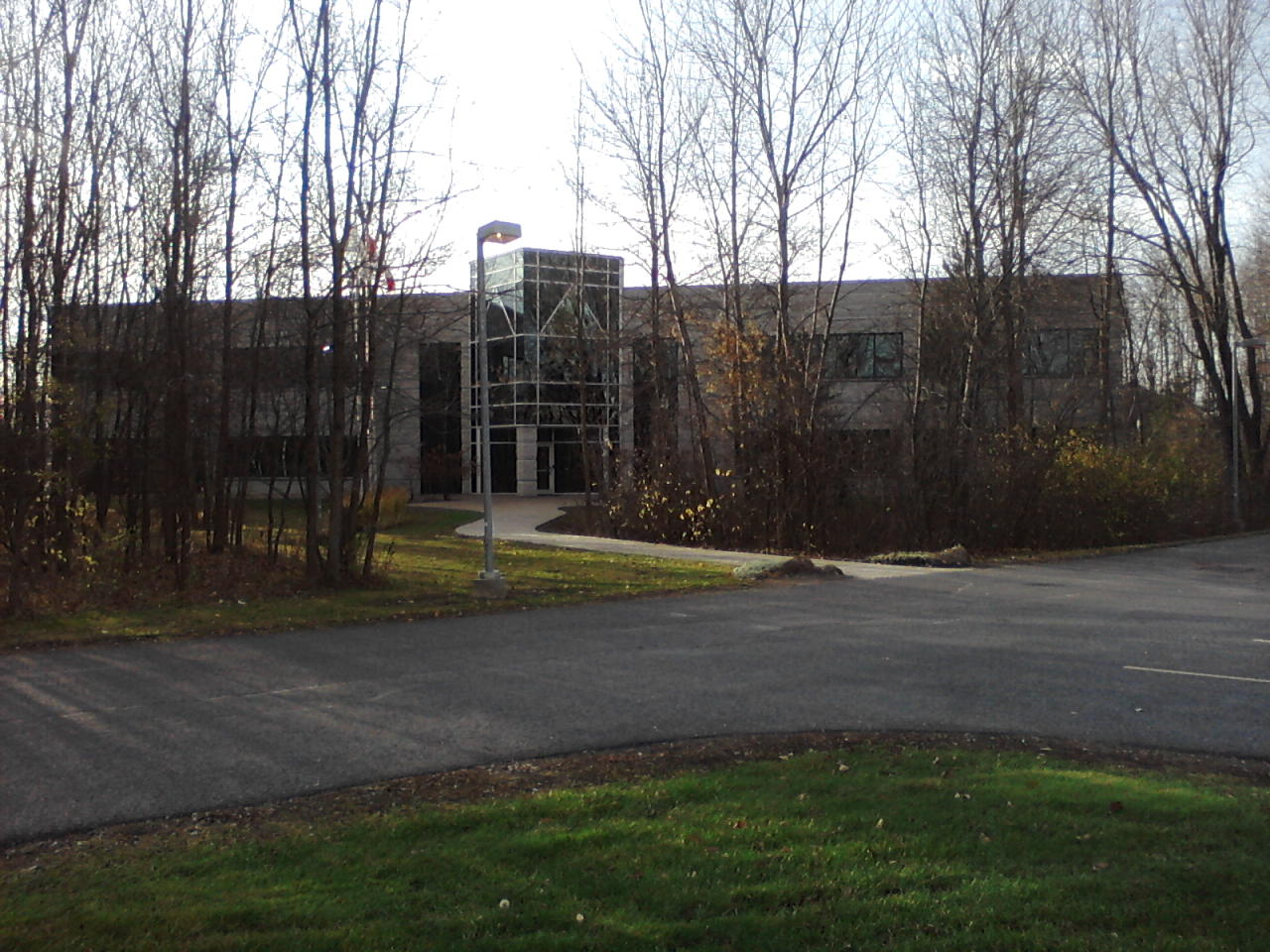
Головний офіс First Air в Канаті

Авіакомпанія Bradley Air Services була утворена в 1946 році і початку виконання авіаперевезень під цією ж назвою. У 1973 році компанія змінила назву своєї торгової марки на чинне в даний час First Air і в тому ж році відкрила перші регулярні рейси між містами Оттава і Норт-Бей, Онтаріо, які виконувалися на літаках з вісьмома посадочними місцями. Надалі в маршрутне розклад перевізника додалися завантажені напрямки в Едмонтон, Вінніпег і Монреаль. В даний час First Air забезпечує найважливіші для населених пунктів інуїтів повітряні перевезення по 16 аеропортів, працюючи на даних напрямках у партнерстві з іншого канадської авіакомпанії Air Inuit. У 1995 році компанія придбала невеликого місцевого авіаперевізника Ptarmigan Airways, а через два роки — ще одну компанію Northwest Territorial Airways, інтегрувавши в єдине ціле маршрутні мережі всіх трьох авіакомпаній.
З 1990 року First Air повністю належить Громаді інуїтів провінції Квебек, яка здійснює управління перевізником через компанію Makivik Corporation.
21 серпня 2008 року в авіакомпанії відбулася зміна її президента і генерального директора: замість працював з грудня 1997 року (і мав кілька конфліктів з керуючою компанією) Боба Девіса на обидві посади був поставлений Скотт Бейтмен.
5 червня 2009 року повітряний флот First Air поповнився першим широкофюзеляжним літаком Boeing 767-223SF (Super Freighter), який був узятий в трирічну оренду (точніше — в сухий лізинг) у компанії Cargo Aircraft Management, Inc (CAM).
Після введення в роботу більш економного як в оперативному, так і в експлуатаційному сенсах Boeing 767-223SF авіакомпанія планує протягом 2010 року вивести два літаки Boeing 727-233, з яких один лайнер призначений для перевезення пасажирів та вантажів у комбінованій конфігурації, а другий — тільки для вантажних авіаперевезень.

## Маршрутна мережа авіакомпанії

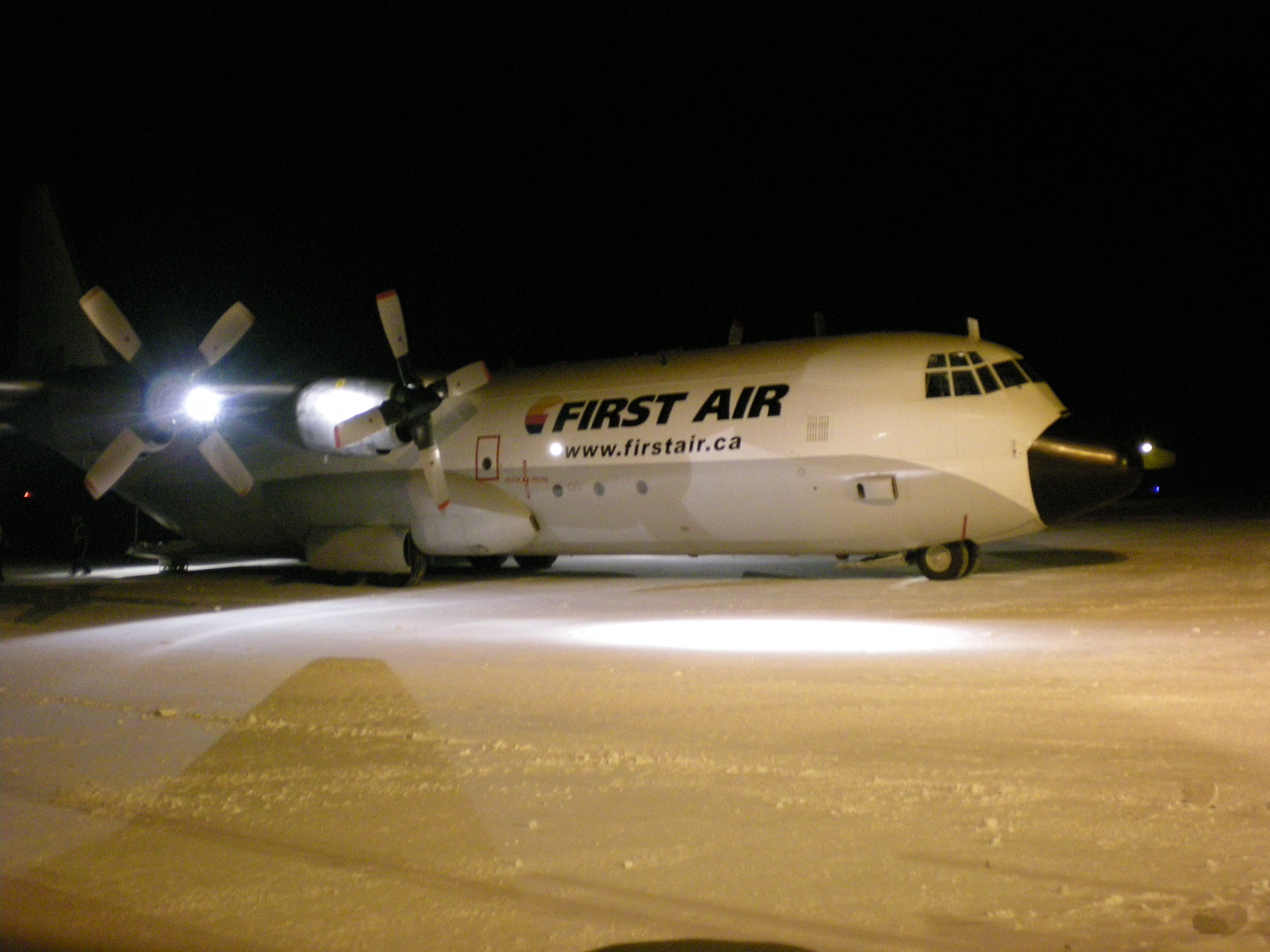
C-130 Hercules First Air в Аеропорту Кеймбрідж-Бей

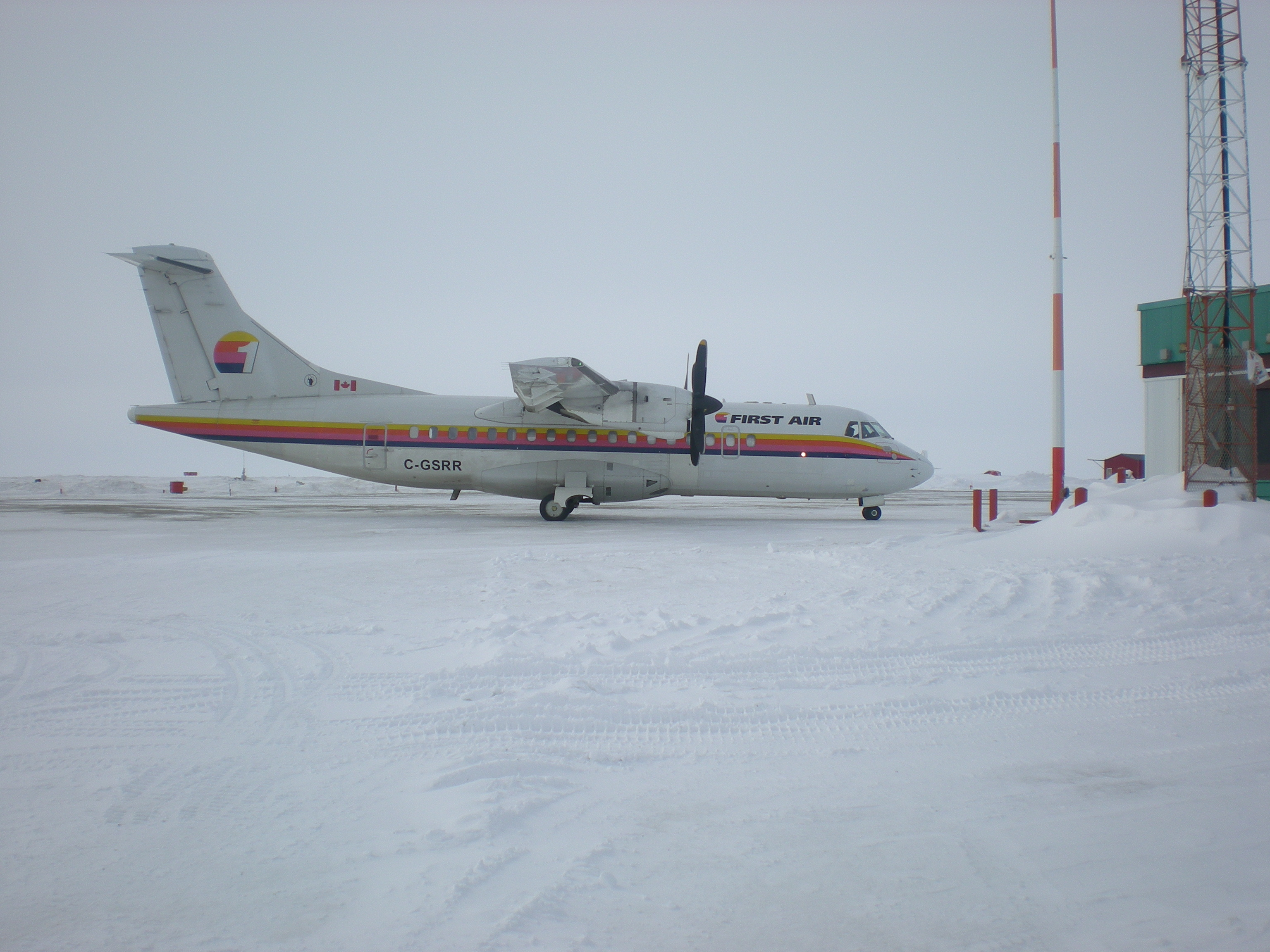
ATR-42 First Air в аеропорту Кеймбрідж-Бей

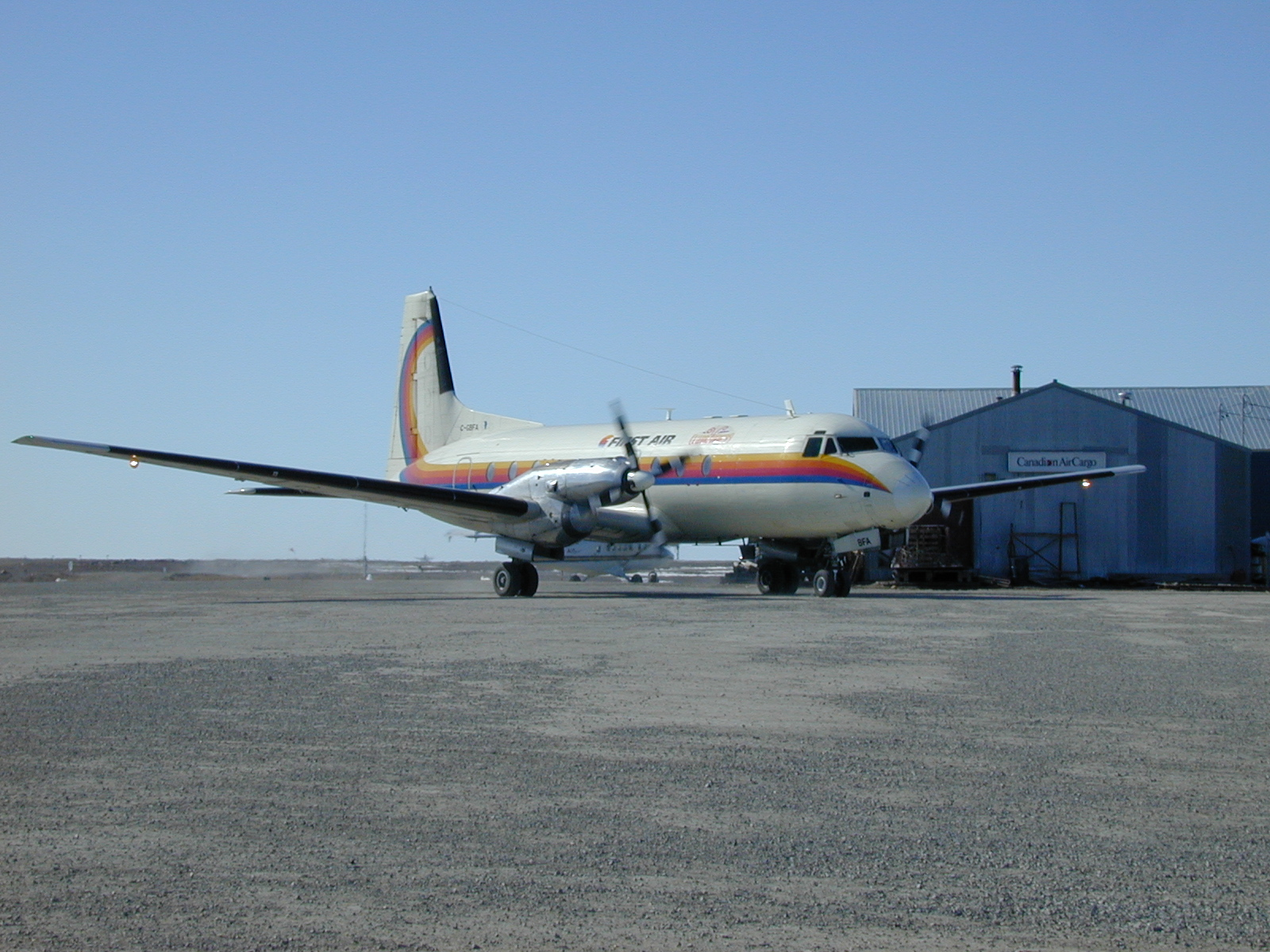
S-748 First Air в аеропорту Кеймбрідж-Бей

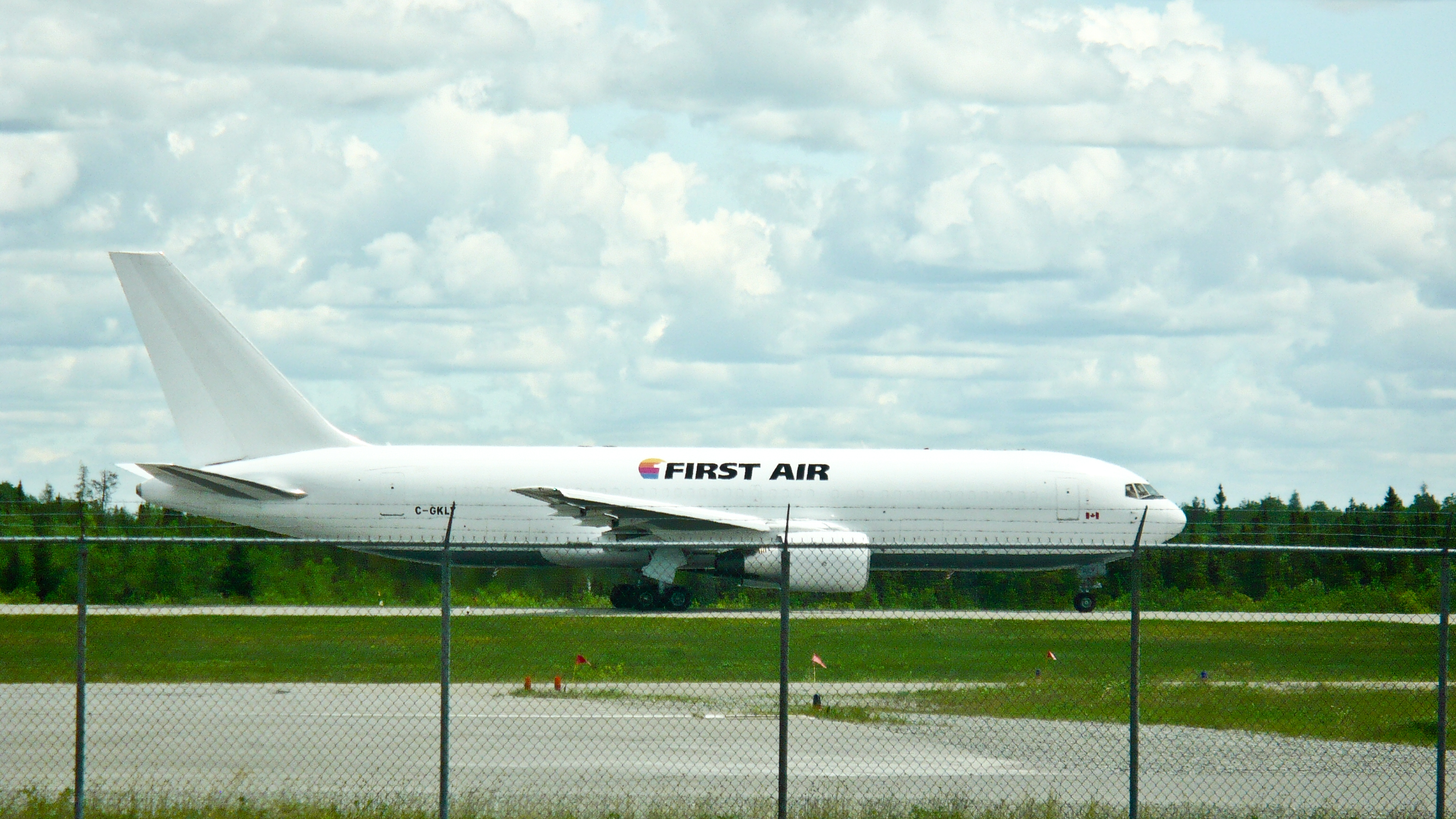
Boeing 767 авіакомпанії First Air в Аеропорту Вал-Дьор, Квебек

Станом на березень 2009 року маршрутна мережа регулярних перевезень авіакомпанії First Air охоплювала такі аеропорти):
- Альберта
  - Едмонтон — Міжнародний аеропорт Едмонтон

- Північно-Західні Території
  - Форт-Сімпсон — Аеропорт Форт-Сімпсон
  - Хей-Рівер — Аеропорт Хей-Рівер
  - Інувік — Аеропорт Інувік
  - Улукхакток — Аеропорт Улукхакток
  - Йеллоунайф — Аеропорт Йеллоунайф хаб

- Манітоба
  - Вінніпег — Міжнародний аеропорт Вінніпег імені Джеймса Армстронга Річардсона

- Нунавут
  - Арвіат — Аеропорт Арвіат
  - Бейкер-Лейк — Аеропорт Бейкер-Лейк
  - Кеймбрідж-Бей — Аеропорт Кеймбрідж-Бей
  - Кейп-Дорсет — Аеропорт Кейп-Дорсет
  - Клайд-Рівер — Аеропорт Клайд-Рівер
  - Йоа-Хейвен — Аеропорт Йоа-Гейвен
  - Хол-Біч — Аеропорт Хол-Біч
  - Іглулік — Аеропорт Іглулік
  - Ікалуїт — Аеропорт Ікалуїт хаб
  - Кугаарук — Аеропорт Кугаарук
  - Куглуктук — Аеропорт Куглуктук
  - Нанісівік — Аеропорт Нанісівік
  - Пангніртунг — Аеропорт Пангніртунг
  - Понд-Інлет — Аеропорт Понд-Інлет
  - Кікіктарьюак — Аеропорт Кікіктарьюак
  - Ранкін-Інлет — Аеропорт Ранкін-Інлет
  - Резольют — Аеропорт Резольют-Бей
  - Талойоак — Аеропорт Талойоак

- Онтаріо
  - Оттава — Міжнародний аеропорт Оттава Макдональд-Картьє

- Квебек
  - Кууджуак — Аеропорт Кууджуак
  - Монреаль — Міжнародний аеропорт імені П'єра Еліота Трюдо

- Юкон
  - Уайтхорс — Міжнародний аеропорт Уайтхорс

## Флот
За даними січня 2010 року повітряний флот авіакомпанії First Air складали наступні літаки:
Літак Douglas DC-3 (реєстраційний номер C-FMOC) вказаний у списку Міністерства транспорту Канади, проте сертифікація даного літака анульована.